# Aldo Simoncini
Aldo Junior Simoncini (San Marino, 1986. augusztus 30. –) San Marinó-i válogatott labdarúgó, a Tre Fiori kapusa.

## Pályafutása

### Klubcsapatok
2005. december 11-én autóbalesetben a medencecsontja és a bal könyöke eltört.
2011 januárjában megvásárolta a Seria A-ban szereplő AC Cesena csapata, harmadszámú kapusnak.

## Sikerei, díjai
- AC Libertas
  - San Marinó-i kupa: 2013-14
  - San Marinó-i szuperkupa: 2014
- Tre Fiori
  - San Marinó-i bajnok: 2019-20
  - San Marinó-i kupa: 2018-19
  - San Marinó-i szuperkupa: 2019